# Дель-Мар (Каліфорнія)
Дель-Мар (англ. Del Mar) — місто (англ. city) в США, в окрузі Сан-Дієго штату Каліфорнія. Населення — 3954 особи (2020).

## Географія
Дель-Мар розташований за координатами 32°57′46″ пн. ш. 117°15′45″ зх. д. / 32.96278° пн. ш. 117.26250° зх. д. (32.962831, -117.262393).  За даними Бюро перепису населення США в 2010 році місто мало площу 4,60 км², з яких 4,42 км² — суходіл та 0,18 км² — водойми.

## Демографія
Згідно з переписом 2010 року, у місті мешкала 4161 особа в 2064 домогосподарствах у складі 1098 родин. Густота населення становила 904 особи/км².  Було 2596 помешкань (564/км²).
Расовий склад населення:
| - 94,0 % — білих - 2,8 % — азіатів - 0,2 % — корінних американців - 0,2 % — чорних або афроамериканців - 0,1 % — вихідців з тихоокеанських островів |

До двох чи більше рас належало 2,0 %. Частка іспаномовних становила 4,2 % від усіх жителів.
За віковим діапазоном населення розподілялося таким чином: 13,6 % — особи молодші 18 років, 65,6 % — особи у віці 18—64 років, 20,8 % — особи у віці 65 років та старші. Медіана віку мешканця становила 48,6 року. На 100 осіб жіночої статі у місті припадало 102,1 чоловіків;  на 100 жінок у віці від 18 років та старших — 101,1 чоловіків також старших 18 років.
Середній дохід на одне домашнє господарство  становив 184 443 долари США (медіана — 107 013), а середній дохід на одну сім'ю — 216 972 долари (медіана — 126 542). За межею бідності перебувало 3,5 % осіб, у тому числі 0,0 % дітей у віці до 18 років та 0,6 % осіб у віці 65 років та старших.
Цивільне працевлаштоване населення становило 2421 осіб. Основні галузі зайнятості: освіта, охорона здоров'я та соціальна допомога — 22,6 %, науковці, спеціалісти, менеджери — 18,3 %, виробництво — 12,0 %, будівництво — 11,5 %.